# Cerradomys maracajuensis
Cerradomys maracajuensis е вид гризач от семейство Хомякови (Cricetidae). Видът не е застрашен от изчезване.

## Разпространение и местообитание
Разпространен е в Боливия, Бразилия и Парагвай.
Обитава градски и гористи местности.